# برلین (اوکلاهما)
برلین (به انگلیسی: Berlin) یک منطقهٔ مسکونی در ایالات متحده آمریکا است که در شهرستان راجر میلز، اکلاهما واقع شده‌است.